# Martí Pibernat
Martí Pibernat fou un músic català. El 1774 formà part al costat de Francisco Serra del conjunt d’examinadors que havien d’escollir el nou organista de la parroquial de Sant Pere i Sant Pau de Canet de Mar, plaça que obtingué Josep Casalins i Castanyer. Tanmateix posteriorment van ser denunciats per presumptes irregularitats per Lluís Parera (organista en aquell moment de Santa Maria de Mataró) i Gayetano Pagueras (organista a l'església del convent de les Jerònimes de Barcelona), qui els van acusar de mantenir un tracte de favor amb l'escollit en detriment d'altres candidats.